# Vähäjoki (Turku)
La Vähäjoki, cours supérieur Paattistenjoki, est une rivière de la région de Finlande propre, dans le Sud-Ouest de la Finlande,,,,
,,.

## Géographie
La rivière prend sa source à Paattinen à Turku et se jette dans le fleuve Aurajoki près de Koroistenniemi.
La rivière coule en aval à Maaria, et un barrage forme le bassin de Maaria (fi), de 74 hectares, qui est le deuxième plus grand lac du bassin versant de l'Aurajoki.
La superficie du bassin versant de la Vähäjoki est de 105,86 km2.
La qualité de l'eau de la rivière est similaire à celle de l'Aurajoki et est contrôlée à intervalles réguliers.
Topinoja et Piipanoja sont des affluents de la Vähäjoki.
L'ancien fort de Koroistenniemi et l'évêché ont été construits exactement à la confluence de l'Aurajoki et de la Vähäjoki.
De nos jours, il y a des ruines et une croix blanche en souvenir de l'église qui s'y trouvait

## Galerie

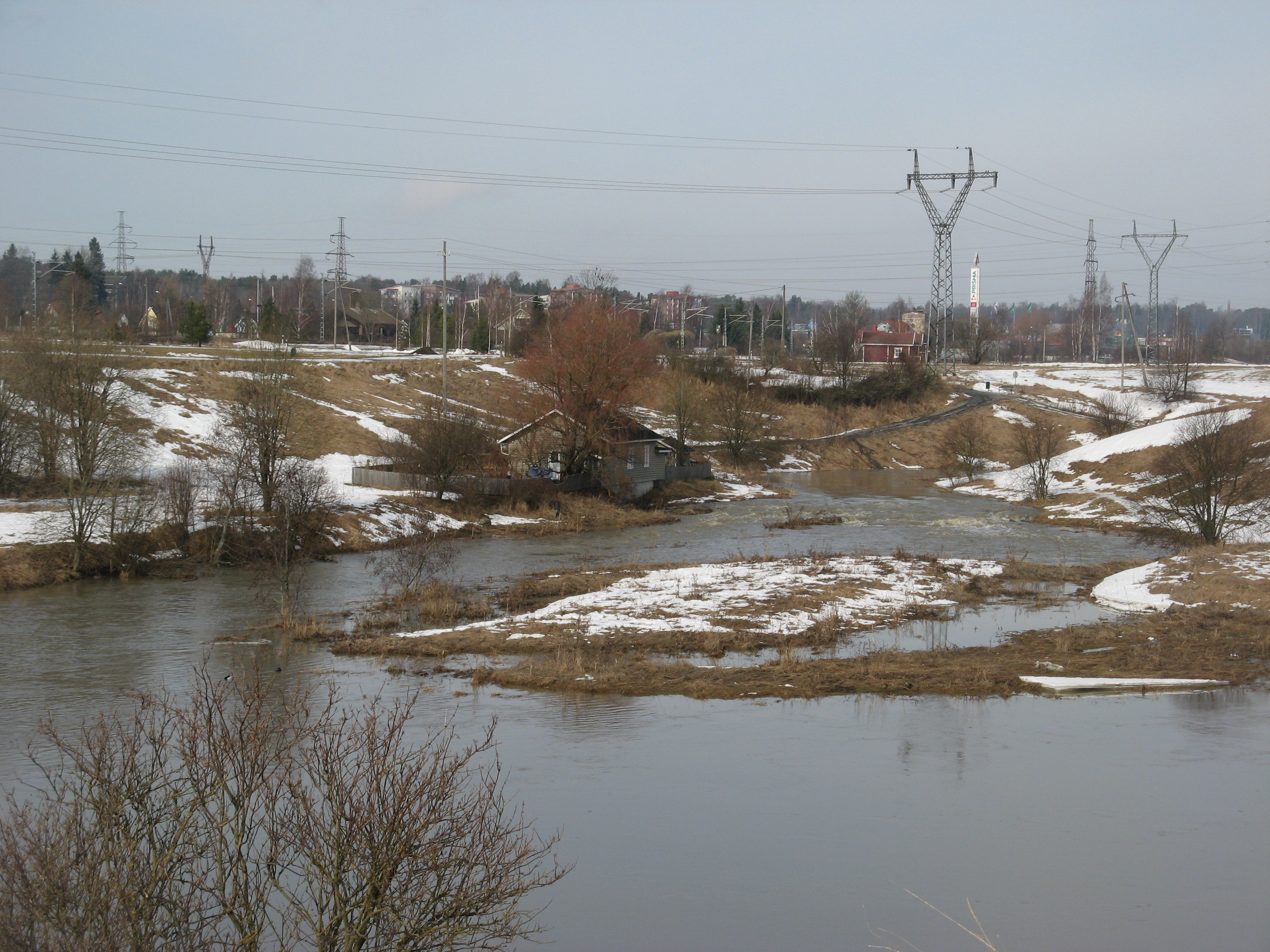
Embouchure de la rivière Vähäjoki à Koroinen (à droite), vue de l'autre côté de l'Aurajoki.
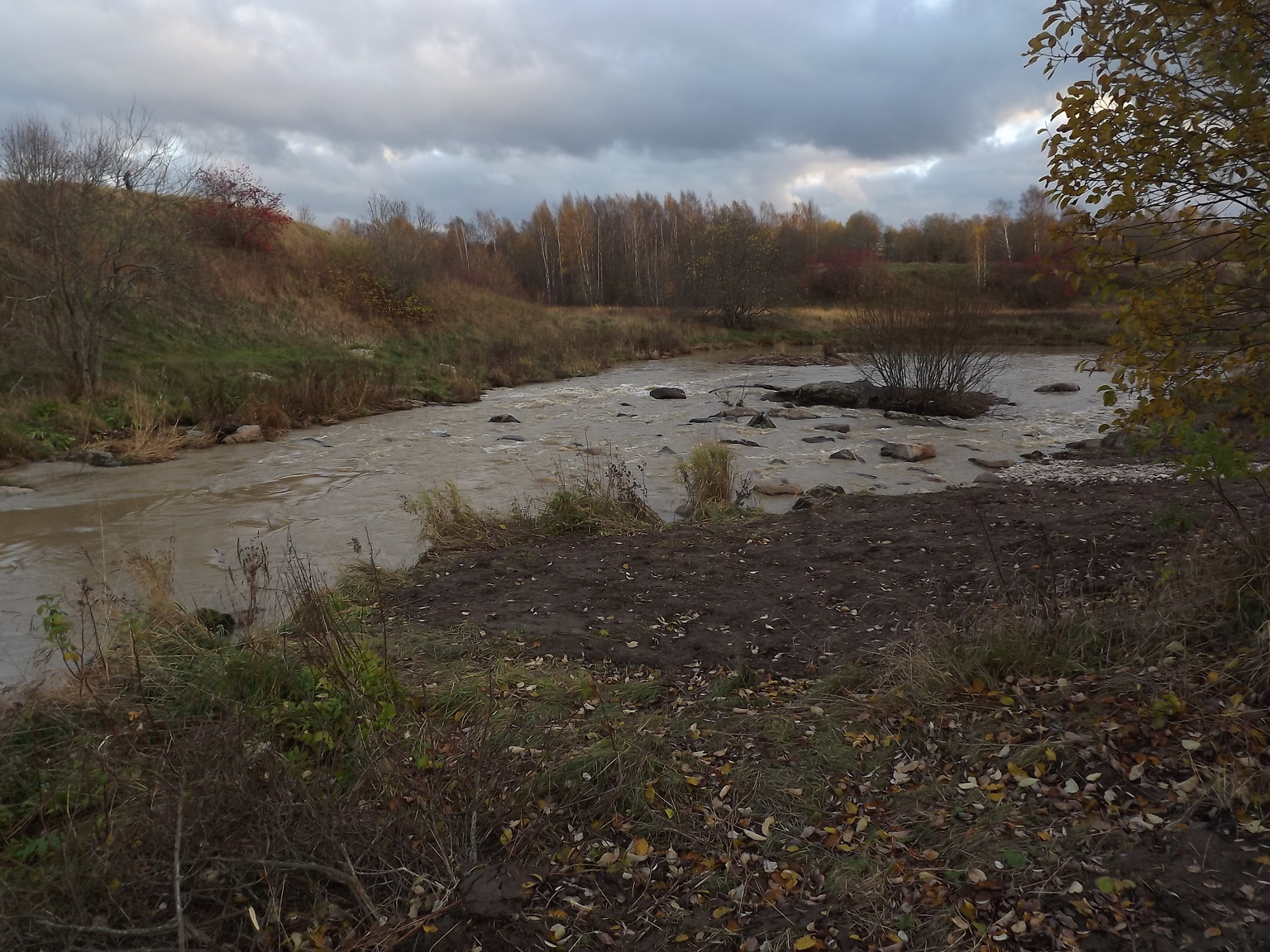
Les rapides à l'embouchure de la Vähäjoki. La péninsule de Koroinen à gauche.
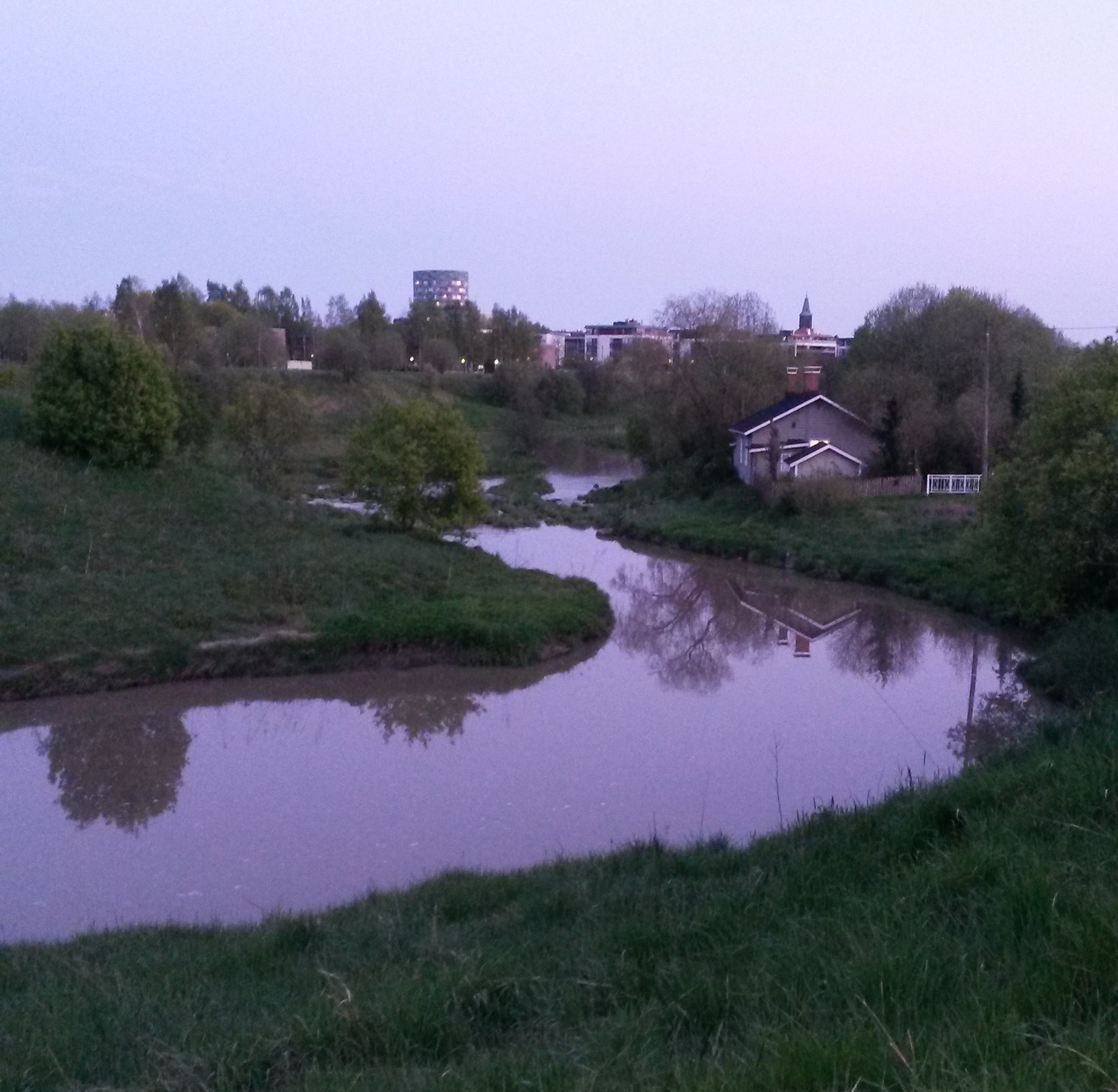
Embouchure de la rivière Vähäjoki à Koroinen.